# Резолюция 113 на Съвета за сигурност на ООН
Резолюция 113 на Съвета за сигурност на ООН е приета единодушно на 4 април 1956 г. по повод конфликта в Палестина.
Като изхожда от факта, че с резолюции 107, 108 и 111 началник-щабът на Организацията на ООН за примирието в Палестина и страните по основните споразумения за примирие са били призовани да предприемат конкретни постъпки с цел да се намали напрежението по демаркационните линии на примирието, Съветът за сигурност отбелязва с тревога, че въпреки усилията на началник-щаба предложените постъпки не са били предприети. В тази връзка Съветът счита, че ситуацията в региона може да застраши поддържането на международния мир и сигурността. Поради това генералният секретар на ООН е инструктиран да извърши спешно преглед на различните аспекти за прилагане на подписаните общи споразумения и на предишните резолюции на Съвета. Освен това Резолюция 113 изисква генералният секретар да договори със страните в конфликта прилагането на мерки, които по негова преценка и след обсъждане със страните и с началник-щаба биха допринесли за намаляването на напрежението по демаркационните линии, като тези мерки според Съвета за сигурност трябва да включват: оттегляне на въоръжените сили зад демаркационните линии на примирието; пълна свобода за придвижване на служителите на ООН в региона през демаркационните линии, в границите демилитаризираната зона и в рамките на отбранителните участъци; провеждане на мероприятия по места с цел да се предотвратят инциденти и да се установяват навреме всякакви възможни нарушения на подписаните общи споразумения. Във връзка с така поставената мисия Съветът за сигурност призовава страните да оказват пълно съдействие на генералния секретар при изпълнението на постановленията на резолюцията.
В последната част на резолюцията Съветът за сигурност предлага на генералния секретар в срок не по-късно от месец след приемането на резолюцията да уведоми Съвета за прилагането на резолюцията с цел да помогне на Съвета при обсъждането на последващи мероприятия, които могат да се окажат необходими.